# Charlotte Chatton
Charlotte Chatton (Londra, 1975) è un'attrice britannica.
Figlia del musicista Brian Chatton, è sposata dal 2010 con Doué Adler.
Ha iniziato la sua carriera ad appena 11 anni, nel 1986, ed ha continuato fino al 2001, anno in cui si ritirò dalle scene. Tra i film interpretati vi è Titanic del 1997.

## Filmografia
- Titanic, regia di James Cameron (1997)